# Seppenrader Schweiz
Koordinaten: 51° 45′ 14″ N, 7° 24′ 17″ O
Das Naturschutzgebiet Seppenrader Schweiz liegt auf dem Gebiet der Stadt Lüdinghausen im Kreis Coesfeld in Nordrhein-Westfalen.
Das aus zwei Teilflächen bestehende Gebiet erstreckt sich südwestlich der Kernstadt Lüdinghausen und südöstlich des Lüdinghausener Stadtteils Seppenrade. Nördlich des Gebietes verläuft die B 58 und westlich die B 474.

## Bedeutung
Das etwa 66,1 ha große Gebiet wurde im Jahr 1996 unter der Schlüsselnummer COE-010 unter Naturschutz gestellt. Schutzziele sind die „Erhaltung naturnaher Buchenwälder,“ die „Erhaltung und Renaturierung von Quellen, Quellbächen und begleitenden Sumpfwäldern“ und die „Extensivierung der Grünlandnutzung.“